# Molekulární genetika

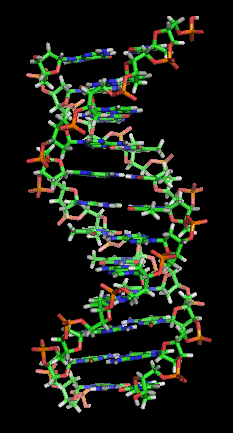
Molekulární genetika popisuje genetické události na úrovni DNA (model dvoušroubovice DNA)

Molekulární genetika (ze starořeckého γενεά geneá - předek, původ) je odvětví genetiky, které zkoumá molekulární základy dědičnosti. Usiluje o popsání genetických jevů na molekulární úrovni, tedy jazykem molekulární biologie.
Termín molekulární genetika bývá někdy chápán jako synonymum molekulární biologie, neboť podstata dědičnosti je odhalitelná pouze studiem buněčných biologických procesů na molekulární úrovni.
Ve svém přístupu integruje hlediska biologická, chemická, fyzikální i genetická. Molekulárně genetické znalosti jsou široce využívané v medicíně, v genetickém inženýrství nebo v kriminalistice. Molekulární genetik pracuje stejně jako molekulární biolog především v laboratoři, kde využívá vysoce specifické diagnostické či experimentální metody.

## Základní pojmy

Nukleové kyseliny DNA a RNA s jejich nukleovými bázemi

- Nukleové kyseliny jsou přírodní biopolymery a jsou nositelkami genetické informace. Jsou to DNA a RNA.
- Deoxyribonukleová kyselina (DNA) je nositelkou genetické informace u naprosté většiny známých organizmů.
- Ribonukleová kyselina (RNA) má v buňkách celou řadu funkcí, kterými zajišťuje realizaci genetické informace.
- Replikace je proces, v průběhu kterého dochází k rozpletení  dvoušroubovice DNA a jejímu kopírování.
- Transkripce je proces, v průběhu kterého dochází k přepisu genetické informace ze sekvence DNA do sekvence RNA.
- Translace je proces, v průběhu kterého dochází k převodu informace uložené v RNA do sekvence bílkovin.
- Aminokyseliny jsou základními stavebními jednotkami peptidů a bílkovin.
- Bílkoviny jsou makromolekuly složené z aminokyselin a jsou základními stavebními jednotkami organizmů.
- Enzymy jsou biokatalyzátory, které zprostředkovávají celou řadu biochemických reakcí.
- Genetická informace je zakódována v sekvenci deoxyribonukleové kyseliny (DNA).
- Gen je základní jednotka dědičnosti a je tvořen určitou oblastí v DNA. Každý člověk má dvě kopie stejného genu. Jedna se dědí po matce a druhá po otci. Rozdíly v genech způsobují, že každý jedinec je unikátní osobností.
- Genotyp je soubor pokynů zakódovaných v genetických informacích uložených v sekvenci DNA. Tato informace se projeví jako znaky a vlastnosti daného organizmu.
- Fenotyp je soubor všech pozorovatelných vlastností a znaků živého organismu. Představuje výsledek spolupůsobení genotypu, epigenetiky a prostředí, které určují, jak organismus vypadá.
- Mutace jsou odchylky od normální genetické informace. Význam těchto odchylek je různý, uplatňují se například v evoluci, ale často je jejich efekt škodlivý.
- Mutageny jsou faktory, které vyvolávají mutace. Většinou se jedná o faktory škodlivé.

## Předmět zkoumání

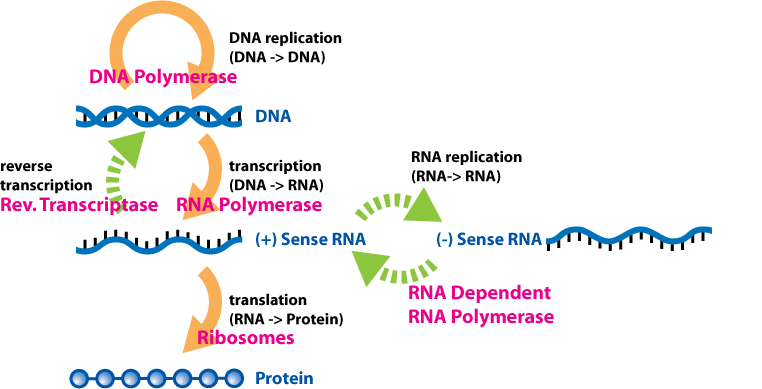
Centrální dogma molekulární biologie: DNA replikation (kopírování DNA), DNA-RNA transcription (přepis DNA-RNA), translation RNA-protein (překlad RNA-bílkovina)

Předmětem zkoumání molekulární genetiky jsou:
- struktury a vztahy molekulárních nosičů genetické informace (nukleové kyseliny DNA a RNA)
- rozpletení a kopírování DNA (replikace)
- přepis DNA do RNA (transkripce)
- překlad RNA do bílkoviny (translace)
- změny v obsahu informace (mutace, rekombinace)

Molekulární genetika vychází z centrálního dogmatu molekulární biologie, které popsalo makromolekuly podílející se na dědičnosti organizmů. Jsou to nukleové kyseliny (DNA, RNA) a proteiny, jejichž vztah lze popsat procesem DNA → RNA → protein.
Centrální dogma je základem veškeré genetiky a hraje klíčovou roli ve studiu molekulární genetiky.

## Techniky
Techniky molekulární genetiky se dělí na dva typy:
- Klasická genetika (Forward Genetics) se zabývá hledáním genů, které jsou zodpovědné za určitý známý projev fenotypu. Začíná u známého projevu fenotypu a hledá dosud neznámou sekvenci DNA.
- Reverzní genetika (Reverse Genetics) postupuje opačným směrem než klasická genetika. Ze známé sekvence genu se snaží nalézt jeho úlohu. Snahou reverzní genetiky je například zjistit, jaký fenotyp vznikne mutací konkrétního genu (cílená mutageneze nebo vypnutí genu).

## Metody
V současnosti je molekulární genetika nejbouřlivěji se rozvíjejícím oborem především díky novým technologiím a metodám. Metody molekulární genetiky využívají například separační metody, jako je chromatografie, elektroforéza, elektronová mikroskopie nebo spektroskopie.
Molekulárně genetické metody jsou široce využívané nejen v genetickém výzkumu nebo v genovém inženýrství, ale i v archeologii, zoologii, botanice, klinické medicínské diagnostice, kriminalistice nebo v soudním lékařství.
Nejpoužívanější molekulárně genetické metody:
- Izolace DNA je prvním krokem většiny molekulárně genetických technik. Materiálem pro izolaci DNA mohou být jednotlivé buňky, tkáně, orgány eukaryot nebo viry.
- PCR (Polymerase Chain Reaction, polymerázová řetězová reakce) je metoda sloužící k mnohonásobnému zmnožení specifického úseku DNA in vitro.
- Gelová elektroforéza je nejpoužívanější separační technika k izolaci a analýze nukleových kyselin a proteinů.
- RFLP (Restriction Fragment Length Polymorphism, polymorfismus délky restrikčních fragmentů) je metoda enzymatického štěpení molekul DNA ve specifickém restrikčním místě enzymem (restrikční endonukleázou).
- Hybridizace nukleových kyselin je založena na specifickém spojení (hybridizaci, renaturaci) komplementárních nukleotidových sekvencí pocházejících z různých nukleových kyselin. Obvykle je základem značená sonda (krátký úsek DNA o známé nukleotidové sekvenci), s jejíž pomocí se detekuje sekvence k ní komplementární.
- Sekvenování DNA slouží ke stanovení pořadí (sekvenci) nukleotidů v molekule DNA.